# Weingarten (Jetzendorf)
Weingarten ist ein Ortsteil von Jetzendorf, circa 45 Kilometer nordwestlich von München im oberbayerischen Landkreis Pfaffenhofen an der Ilm.

## Geschichte
Die Einöde Weingarten gehörte bis 1873 zur Pfarrei Petershausen, anschließend zur Pfarrei Jetzendorf. Grundherr war das Kloster Indersdorf und es war das Gericht Hofmark Indersdorf zuständig. Später wurde dieser Hof der Gemeinde Ainhofen (Landkreis Dachau) und 1958 im Rahmen einer Grenzbegradigung der Gemeinde Jetzendorf und damit dem Landkreis Pfaffenhofen an der Ilm zugeordnet.

## Hofbeschreibung und Besitzerfolge

### Weingarten Nr. 1 „Hager“, „Hang“
1/4 Hof. Grundherr war 1760 das Domkapitel Freising mit 30 Tagewerk Grund (1812). Die Gerichtsbarkeit lag 1760 bei der Hofmark Jetzendorf.
Besitzer waren: um 1632 Jakob Schreiber, um 1638 Sebastian Hueber, um 1757 Johann Demmelmayr von Volkersdorf ⚭ Maria Anna Riedmiller von hier, 1791 Josef Stackl, nach 1812 Josef Hörl ⚭ Sabine Stackl, 1871 Andreas Hörl ⚭ Therese Seitz, 1880 Jakob und Susanne Dester von Thann (Jetzendorf) (Mennoniten), 1882 Wendelin Seitz ⚭ Kreszenz Hörl, 1885 Johann Hartinger von Autenzell, 1924 Johann Hartinger ⚭ Barbara Seemüller, 1929 Johann Hartinger ⚭ Magdalena Henn von Langwaid, 1966 Josef Plattner von Simbach ⚭ Elisabeth Hartinger von hier. 1967 wurde ein neues Wohnhaus gebaut.

### Weingarten Nr. 2 „Hiesl“, „Schrank“
1/2 Hof. Grundherr war das Kloster Scheyern mit 100 Tagwerk Grund (1812). Die Gerichtsbarkeit lag 1760 bei der Hofmark Jetzendorf.
Besitzer waren: Um 1671 Martholomäus Weingartner, vor 1733 Johann Schrank ⚭ Katharina Kobold von Unterwohlbach, um 1775 Korbinian Fritz, um 1809 Georg Lugmaier von Eck ⚭ Theresia Seitz von Thann, 1841 Johann Weber von hier ⚭ Rosina Lugmaier von hier, 1871 Anton Kreitmaier vom Brunnhof ⚭ Anna Maria Weber, 1873 Kaspar Kreitmayr von Weingarten ⚭ Katharina Zeder von Volkersdorf, um 1876 Anton Kreitmayr ⚭ Maria Wittmann, 1878 Johann Weber, 1879 Michael Gottschalk von Hollerschlag ⚭ Witwe Maria Kreitmayr geb. Wittmann von hier, um 1900 Lampert Gottschalk von hier ⚭ Anna Spannagel von Volkersdorf, um 1920 Johann Gottschalk von hier ⚭ Witwe Anna Gottschalk geb. Spannagel, 1936 Georg Riedmair von Weilach ⚭ Ursula Gottschalk von hier, 1963 Josef Riedmair von hier ⚭ Anna Hefele von Ainhofen, 2002 Josef Riedmair von hier ⚭ Maria Wittmann vom Kremshof.